# 古墳

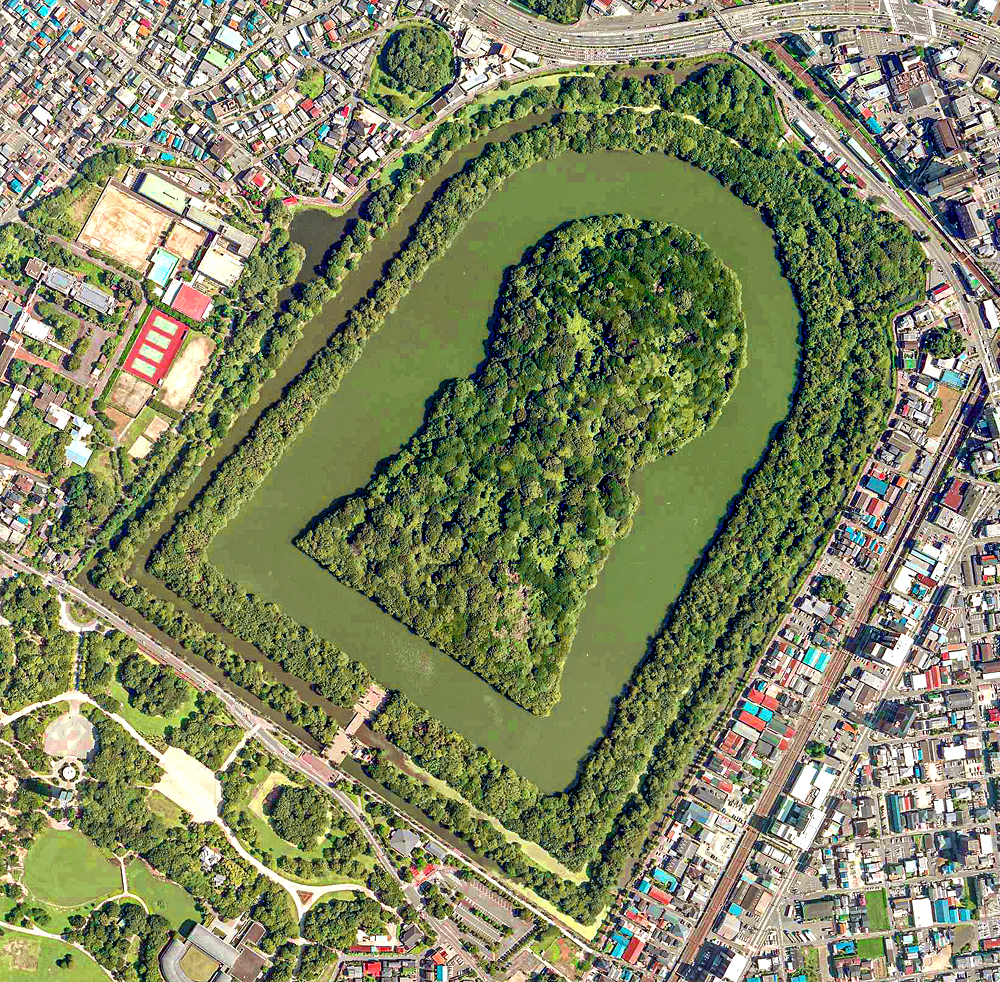
位於堺市的大仙陵古墳。該古墳建於5世紀，是目前已知的最大古墳。

古墳指的是日本在公元3世紀初期到公元7世紀初期建成巨石墓或墳丘墓。日本歷史上的一個時代名叫古墳時代，就是以該時代的代表性建築日本統治階層的古墳而命名的。古墳的建造與型態模式也是日本獨特的建築。現存的古墳時代不少古墳從空中鳥瞰都是類似今日鎖孔型的墳丘建築，這種古墳建築被稱為前方後圓墳。

## 佈局
在歷史上，古墳的形狀各式各樣。最為常見的古墳為鎖孔型，即一頭為方形，另一頭為圓形，這種古墳被稱為前方後圓墳。此外，也有圓墳（兩頭都是圓形）、前方後方墳（兩頭都是矩形）、方墳（正方形）等古墳。古墳的方向似乎並沒有嚴格的規定。例如，在堺市古墳群(即百舌鳥古墳群)裡，所有的古墳圓形的一頭都朝向北方；然而在柳本古墳群則沒有這種朝北的古墳。埴輪和陶俑排列在古墳的上面和周圍，劃定並保護著這個神聖的地方。
古墳的長度由數米到四百米不等。現存最大的古墳是堺市的大仙陵古墳，相傳該古墳是仁德天皇的墳墓。蒲生君平在山陵志中説古墳與宗庙有关，圆的部分是祭天的圜丘。
墓室位於圓形一端的下面，使用許多巨石建成。1972年，考古學家對未遭盜掘的高松塚古墳（位於奈良縣明日香村，建造於古墳末期）進行發掘，取得大量成果。在緊緊砌成的巨石下面，牆上塗有白色石灰，上面用彩色顏料繪有宮廷生活場景和天上的星宿。墓室的中央放置著一口石制的棺材，飾物、佩劍和銅鏡散落於棺材的內部和外部。

## 發展歷史

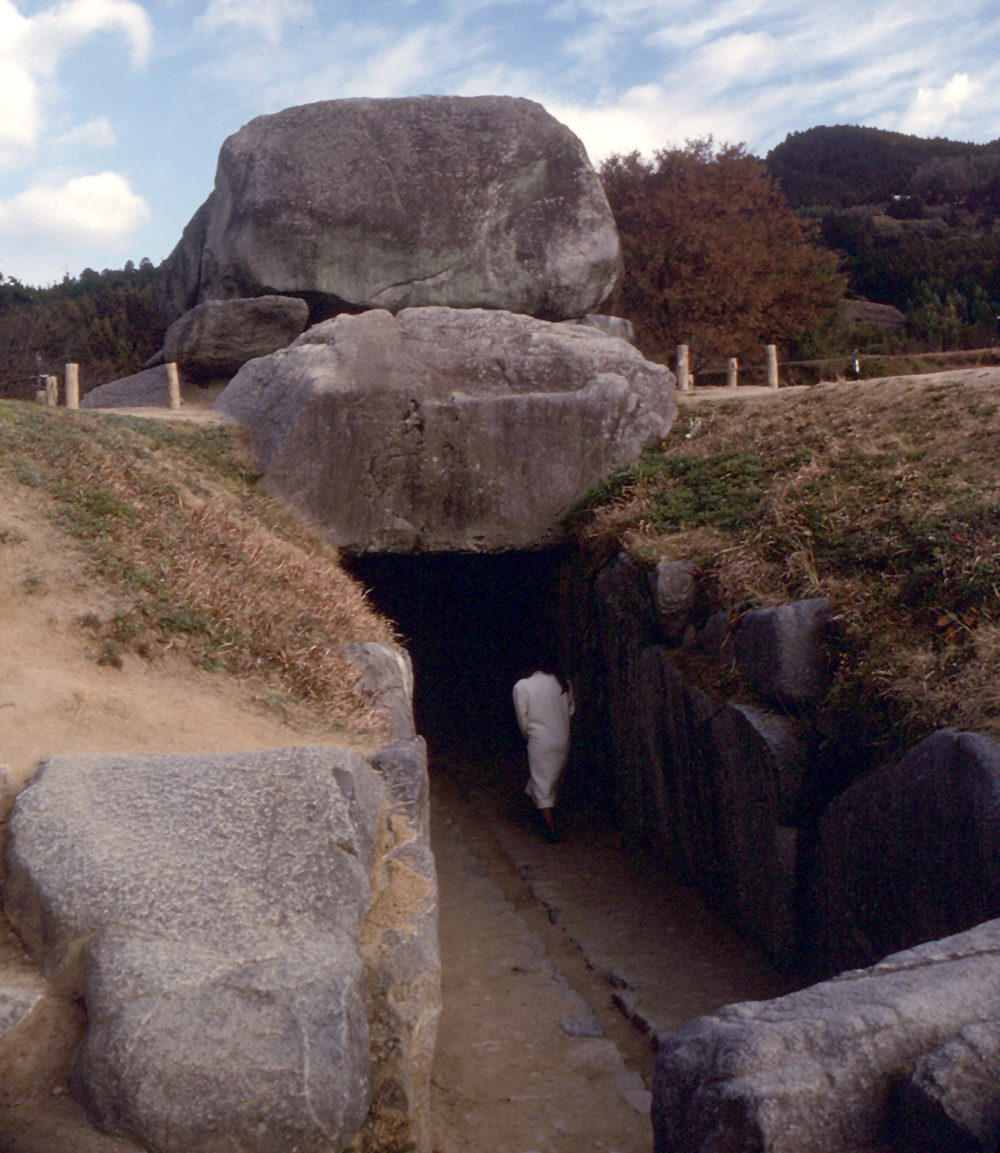
蘇我馬子石舞台古墳的石製墓室，位於今奈良縣明日香村。（7世紀）

### 彌生時代
大部分彌生時代酋長的古墳為方墳（正方形），周圍圍繞著溝渠。最著名的彌生時代古墳是楯築遺跡，位於倉敷市。該古墳寬約45米，高約5米，擁有一個軸室。破碎的特殊器台型土器和特殊壺型土器在古墳附近皆有出土。
另一種典型的彌生時代古墳是四隅突出墳丘墓，這種古墳的四個角向外突出。這些古墳位於山陰地方沿海一帶。該古墳出土的文物表明了古代日本地區之間部落聯盟的存在。

### 古墳時代前期
最早的前方後圓墳位於奈良盆地的卷向地區。建於3世紀中期的箸墓古墳，長280米，高30米，其規模完全不同於其他彌生時代的古墳。在此後的三十年之內，該地區出現了十幾個古墳，這些古墳被稱為箸墓古墳群。木制棺材被放在礦坑型墓室裡，墓室的四壁由扁平的石頭砌成；頂部則是由一塊完整的巨石組成。在這些未被盜掘的墳墓裡，發現了完好無損的銅鏡、鐵劍、勾玉、泥制船隻等文物。一些學者推斷，箸墓古墳的被葬者是中國史料中記載的邪馬台國女王卑彌呼。根據《魏志倭人傳》的記載，在中國的三國時代，日本被稱作「倭」，由許多小部落聯盟或小國組成。卑彌呼作為聯盟首領，死後曾修建了一個很大的墳墓。 在奈良盆地發現的如此規模巨大的古墳建築是邪馬台國中央集權的結果，邪馬台國可能是大和王權或日本朝廷的前身。

### 古墳時代中期
鎖孔狀的大型古墳（前方後圓墳）最早從大和國傳播到河內國，仁德天皇的大型古墳大仙陵古墳就建於河內國地區。隨後在5世紀傳到除了東北地方之外的日本全境。通常認為前方後圓墳的傳播是大和王權對外擴張導致的結果。然而，也有人認為這僅僅表現了文化的交流與傳播，與政治影響沒有任何關係。後來，經過一系列的長期戰爭，南韓地區的伽耶諸國逐漸出現了大量前方後圓墳。這些前方後圓墳的建立時間從5世紀至6世紀，甚至在整個朝鮮半島都有發現。至於這些古墳是伽耶人還是日本移民建立的，至今仍有爭議。

### 古墳時代後期
前方後圓古墳在6世紀末期消失，這可能是大和朝廷進行改革的緣故。根據《日本書紀》記載，在這段時期內，佛教傳入日本。

## 著名古墳群的鳥瞰圖片

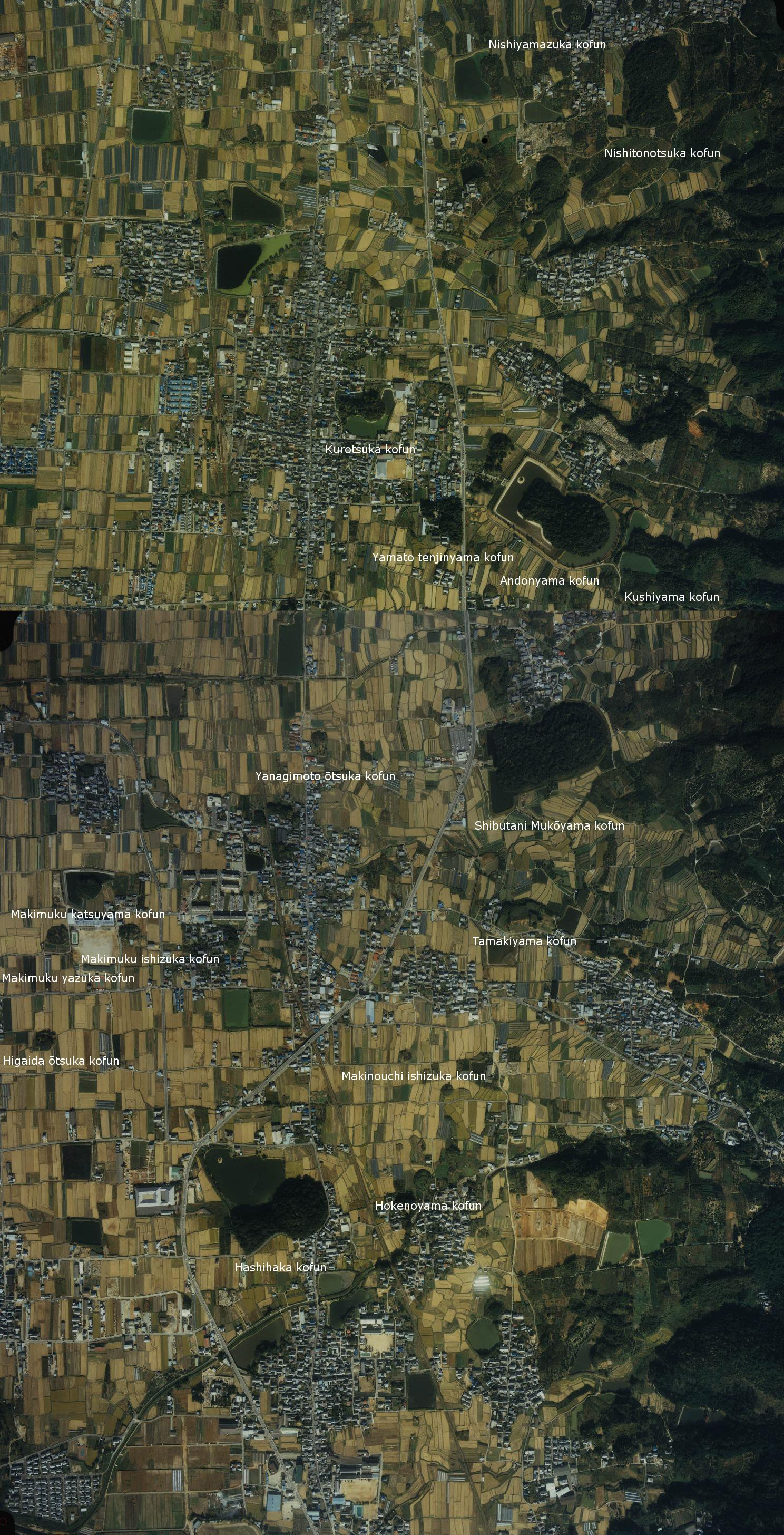
奈良縣的大和柳本古墳群（3世紀）
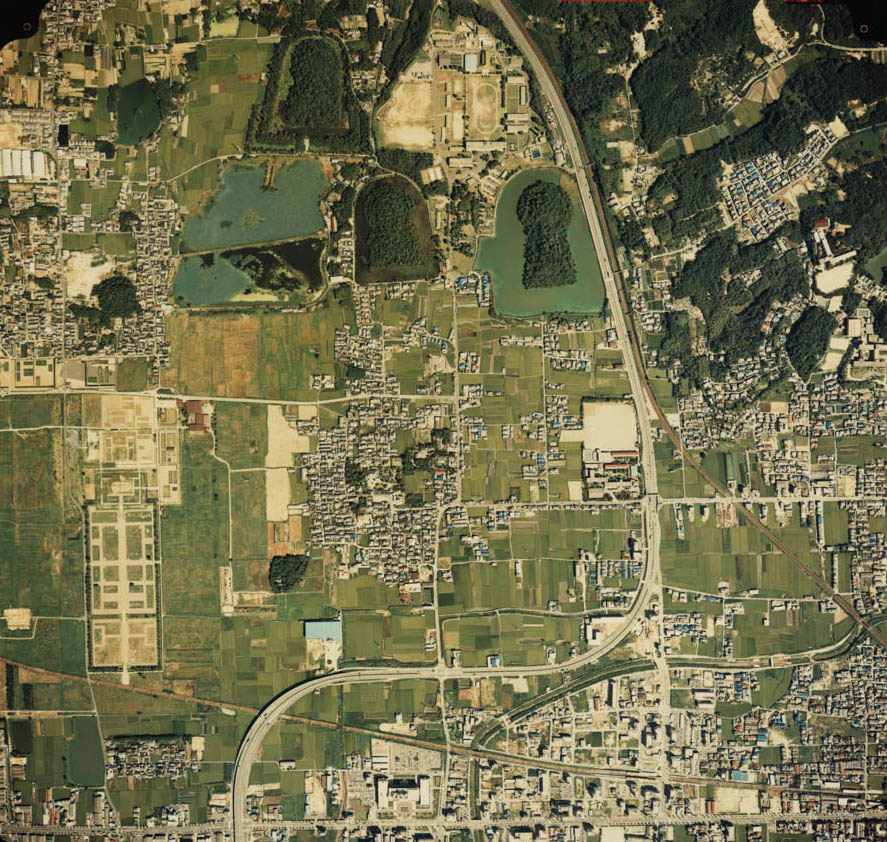
奈良縣的佐紀盾列古墳群和平城宮遺址（4世紀）
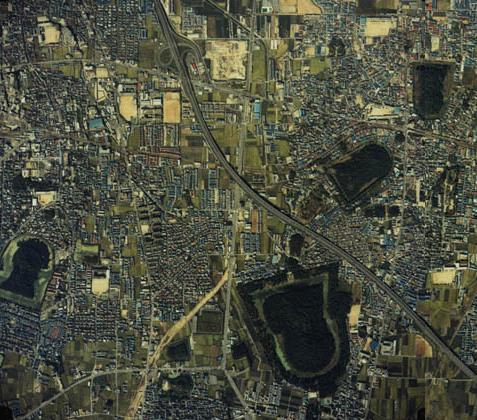
大阪府古市古墳群（5世紀）
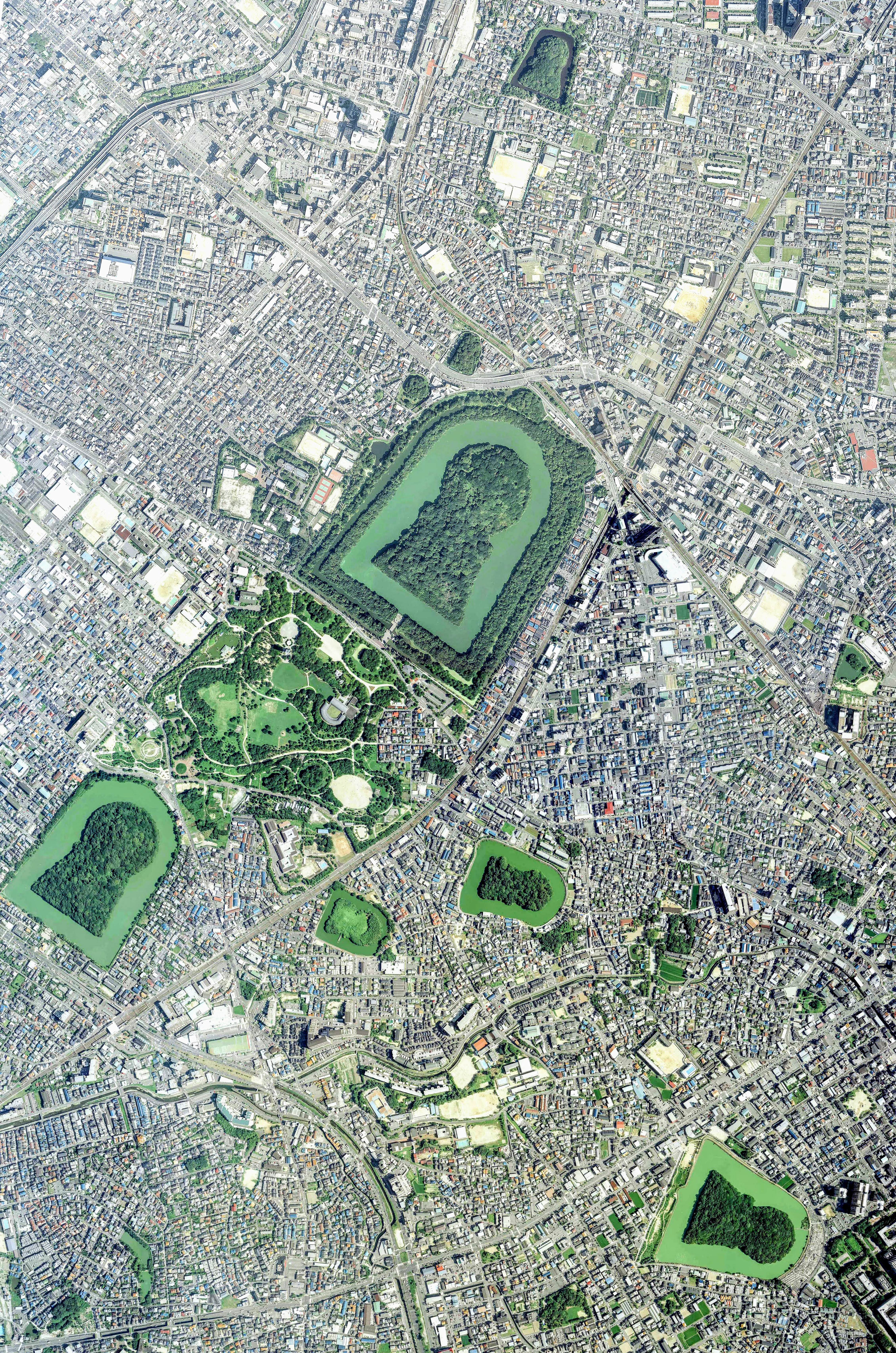
大阪府百舌鳥古墳群（5世紀）

## 最新研究
日本宮內廳指定了740座皇室及其皇親的墳墓為古墳，雖然其準確性尚有爭議。這些古墳不對公眾開放，包括考古學家在內。多年以來，學術界多次提出對古墳進行考古研究的請求，終於在2008年3月獲得了對五社神古墳（神功皇后陵）進行限制性調查的許可。

### 限制進入五社神古墳
1976年，日本禁止了所有外國學者對五社神古墳的研究行為，而這座古墳相傳就是神功皇后的墳墓。在此之前，所有外國人都可以順利進入古墳。2008年，日本允許特定的外國考古學家進入古墳，但是國際社會仍然有許多懸而未決的問題。謠傳日本限制外人進入古墳是因為害怕會發現純種皇室和韓國之間有血緣關係，或是發現遺體不在墓中。 這些爭議對《日本書紀》、《宋書》、《隋書》和《三國史記》中這個尚無定論的問題進行了解釋，在對這些被限制入內的古墳作出更深入的研究和相關文物出土之前，這是很難做出定論的。

### 引用
1. ↑  《三國志·魏志·東夷傳·倭人條》：「卑彌呼以死，大作冢，徑百餘步。」
2. ↑   (PDF).   [2010-12-18]. （原始内容存档 (PDF)于2013-10-06）.
3. ↑  http://books.google.com/books?id=E_2ZHVg5-3QC&pg=PA386&lpg=PA386&dq=Keyhole+tombs+Korean&source=web&ots=Y4iGohG_VZ&sig=TmdMlTsyLuDiutuclNkD3F5US_E
4. 1 2  .   [2010-12-18]. （原始内容存档于2014-09-14）.
5. ↑  Cover Story: Open ajar, Asahi Shimbun, March 24, 2008

## 外部連結
- Japanese Archaeology: Kofun Culture（页面存档备份，存于）
- Kofun Period （页面存档备份，存于）
- Prehistoric Archaeology of Japan